# Antoon Dorregeest
Antonius (Antoon) Dorregeest (Alkmaar, 12 maart 1880 – Amsterdam, 15 september 1946) was een Nederlands gewichtheffer in het zwaargewicht.
Dorregeest was lid van de Amsterdamsche Athleten Club De Halter. Hij woog aan het begin van zijn loopbaan reeds 125 kg, waardoor hij in de zwaargewichtklasse terechtkwam. Hij werd tussen 1902 en 1913 tien keer Nederlands kampioen. Toen hij op 23-jarige leeftijd enige tijd in België woonde, wist hij tevens kampioen van België te worden. In juli 1909 stootte hij bij een wedstrijd in de tuin van Het Tolhuis in Amsterdam-Noord 150 kg, wat destijds een Nederlands record was. In januari 1910 stootte hij een gewicht van 153,5 kg.
In 1910 en 1911 nam Dorregeest deel aan wereldkampioenschappen. In 1910 werd hij vijfde achter onder meer kampioen Josef Grafl. Bij een wk in Dresden in juni 1911 haalde hij een zilveren medaille. Op de vierkamp had hij 2,5 kg achterstand op de kampioen; Berthold Tandler uit Oostenrijk. Door Tandler en in de media werd hij na afloop geroemd om zijn eerlijkheid, omdat hij een door de scheidsrechters ten onrechte goedgekeurde beurt weigerde te accepteren.
In 1913 beëindigde Dorregeest zijn sportloopbaan.